# Gemmabryum indicum
Gemmabryum indicum là một loài Rêu trong họ Bryaceae. Loài này được (Dozy & Molk.) J.R. Spence & H.P. Ramsay mô tả khoa học đầu tiên năm 2005.